# Municipio de Van Buren (condado de Putnam)
El municipio de Van Buren (en inglés, Van Buren Township) es un municipio del condado de Putnam, Ohio, Estados Unidos. Tiene una población estimada, a mediados de 2021, de 2800 habitantes.

## Geografía
Está ubicado en las coordenadas 41°6′56″N 83°56′48″O / 41.11556, -83.94667. Según la Oficina del Censo de los Estados Unidos, tiene una superficie total de 94.1 km², de la cual 93.9 km² corresponden a tierra firme y 0.2 km² están cubiertos de agua.

## Demografía
Según el censo de 2020, en ese momento había 2821 personas residiendo en la zona. La densidad de población era de 30.0 hab./km². El 75.22 % de los habitantes eran blancos, el 0.96 % eran afroamericanos, el 0.71 % eran amerindios, el 0.28 % eran asiáticos, el 13.43 % eran de otras razas y el 9.39 % eran de una mezcla de razas. Del total de la población, el 29.63 % eran hispanos o latinos de cualquier raza.